# Husalah
Джеймс «Husalah» Рэтлифф (род. 13 апреля 1979) — американский рэпер из Питтсбурга, Калифорния. Он начал свою карьеру в составе группы из Области залива Сан-Франциско Mob Figaz, дебютный альбом которой, C-Bo's Mob Figaz, был выпущен в 1999 году. Husalah так же, как и его близкий и ныне покойный друг The Jacka, является мусульманином, и он часто отсылается на ислам в текстах своих песен. На данный момент он выпустил три сольных студийных альбома (Dope, Guns and Religion, Hustlin’ Since the ‘80s, и The H), помимо многочисленных совместных работ.

## Музыкальная деятельность
Husalah начал свою карьеру в составе группы Mob Figaz, в которую помимо него входят исполнители из разных городов Области залива Сан-Франциско. Дебютный альбом группы C-Bo's Mob Figaz был выпущен в 1999 году и получил некоторый успех, достигнув 63-го места в чарте Billboard Top R&B Albums и продавшись в 60,000 копий. Его дебютный сольный альбом Dope, Guns, and Religion был выпущен в 2006 году. Он был одним из самых ожидаемых альбомов от исполнителей из Северной Калифорнии того времени.
Husalah сотрудничал со многими уважаемыми и известными рэперами, включая E-40, Too $hort, Kool G Rap, Cormega, Paul Wall, Freeway, Mac Dre во время его позднего творчества, Andre Nickatina, Keak Da Sneak, Lil B, Yukmouth, Clyde Carson и Roach Gigz и многих других.

## Дискография

### Сольные альбомы
| - 2007: Huslin Since Da 80’s - 2018: H | - 2006: Dope, Guns & Religion - 2010: Tha Furly Ghost Vol. 3 |

### Совместные альбомы

#### В составе Mob Figaz
- 1999: C-Bo's Mob Figaz

| - 2002: Camp Mob Figaz: The Street Soundtrack (совместно с разными исполнителями) - 2003: Mob Figaz - 2005: 3 Da Hard Way (совместно с The Jacka и Marvaless) - 2006: Animal Planet (совместно с The Jacka) - 2006: Mob Trial (совместно с AP.9 и The Jacka) - 2007: Without My 5 (совместно с AP.9) | - 2007: Explosive Mode 3: The Mob Gets Explosive (совместно с The Jacka, Messy Marv и San Quinn) - 2008: The Tonka Boyz (совместно с B-Luv) (57 место в чарте R&B / 49 место в чарте Heatseekers) - 2014 Tortoise and the Hare (совместно с Blanco и Kokane) |

### Гостевое участие
- 2001. «Target Practice» (совместно с The Jacka, Earl Haze, Kozi и Yukmouth) в альбоме (The Jacka Of The Mob Figaz)
- 2010. «Lightweight Jammin'» (совместно с E-40, и Clyde Carson в альбоме (Revenue Retrievin': Day Shift)
- 2016. «This Goin' Up» (совместно с E-40, и Turf Talk) в альбоме (The D-Boy Diary: Book 2)